# Daihatsu Charmant
Daihatsu Charmant var en bilmodel fra Daihatsu. Første generation blev introduceret i 1974, og blev i 1984 afløst af anden generation.
Modellen var bygget på den gamle Toyota Corolla fra 1970'erne, og blev i 1989 afløst af den forhjulstrukne Daihatsu Applause.
Modellen fandtes med benzinmotorer på mellem 1,2 og 1,6 liter, men ingen dieselmotorer.
Charmant's konkurrenter var bl.a. Fiat Regata, Ford Orion, Mitsubishi Lancer og Volkswagen Jetta.

## Motorer[1][2]
| Første generation: - 1.2, 1166 cc, 46 kW (63 hk), 90 Nm - 1.4, 1407 cc, 60 kW (82 hk), 114 Nm | Anden generation: - 1.3, 1290 cc, 48 kW (65 hk), 105 Nm - 1.6, 1588 cc, 61 kW (83 hk), 130 Nm |